# Przygodna Kopa
Przygodna Kopa (niem. Venturkoppe)  (761 m n.p.m.) – wzniesienie w południowo-zachodniej Polsce, w Sudetach Środkowych, w Górach Sowich.

## Położenie i opis
Dwuwierzchołkowe wzniesienie o szczytach tej samej wysokości, położone w północno-zachodniej części Gór Sowich, około 0,3 km na północny zachód od Przełęczy Walimskiej.
Słabo zaznaczone wzniesienie o stromych zboczach: zachodnim, wschodnim i północnym. Północne i wschodnie zbocze opada do doliny Młynówki, południowe w części grzbietowej, minimalnie opada w dół w stronę Przełęczy Walimskiej.
Wznosi się w długim, bocznym grzbiecie odchodzącym od Wielkiej Sowy, w niewielkiej odległości od wzniesienia Wroniec położonego po południowo-wschodniej stronie, od  którego oddzielone jest Przełęczą Walimską. Wzniesienie zbudowane jest z prekambryjskich paragnejsów i migmatytów. Zbocza wzniesienia pokrywa warstwa młodszych osadów z okresu zlodowaceń plejstoceńskich.
Wzniesienie od południowo-zachodniej strony góruje nad osadą Modlęcin. Większość powierzchni  wzniesienie łącznie z partią szczytową zajmują nieużytki, łąki i pastwiska, na których rosnące ciągi drzew i kępy krzaków wyznaczają dawne miedze i polne drogi. Niewielka część wschodniego zbocza w środkowej części porośnięta jest lasem świerkowym regla dolnego. Południowym podnóżem prowadzi droga nr 383 z Pieszyc do Walimia. Położenie wzniesienia, dwuwierzchołkowy rozciągnięty południkowo grzbiet, kształt i niezalesiona powierzchnia, czynią wzniesienie rozpoznawalnym w terenie. Zbocza wzniesienia stanowią dobry punkt widokowy.

## Turystyka
Przez szczyt prowadzi:
- szlak turystyczny – fragment europejskiego szlaku długodystansowego E3 z Zagórza Śląskiego na Wielką Sowę.